# Větrný mlýn (Petrovice)
Větrný mlýn holandského typu se nachází v obci Petrovice, okres Blansko. V roce 1964 byl zapsán do Ústředního seznamu kulturních památek ČR.

## Historie
Větrný mlýn byl postaven v roce 1849 Jakubem Součkem a Antonínem Nečasem. Mlýn se nachází jihovýchodně od obce na kopci v nadmořské výšce 580 m na okraji Drahanské vrchoviny. V roce 1922 byl mlýn modernizován mlynářem Bohuslavem Klemsou z Valchova, který jej vlastnil v letech 1920–1924. Z mlýna byly odstraněny lopatky a mlecí složení, které bylo nahrazeno dvěma válcovými mlecími stolicemi. Pohon zajišťoval plynový motor na koks umístěný v dřevěné přístavbě. Dne 8. března 1964 mlýn vyhořel. V roce 1965 jej odkoupil Alois Souček. V roce 1974 nová majitelka opravila stavbu, přistavěla další budovy a mlýn je využíván jako penzion.

## Popis
Větrný mlýn je třípodlažní válcová zděná stavba holandského typu postavená z lomového kamene na kruhovém půdorysu. Stavba je zakončena kuželovou plechovou střechou. Vnitřní vybavení se nedochovalo. Objekt postižen přestavbou (okna, plechová střecha s komínem) a přístavbou obytných budov.  
| půdorys průměr [m] | výška [m] | zdroj       |
| ------------------ | --------- | ----------- |
| půdorys průměr [m] | celková   | [ 2 ] [ 3 ] |
| 8                  | 10,2      | [ 2 ] [ 3 ] |